# Saint-Maurice
Saint-Maurice je priimek več oseb:
- Marie-Francois-Armand-Roger Barbeyrac de Saint-Maurice, francoski general
- Maurice-Paul-Raoul Barbeyrac de Saint-Maurice, francoski general